# D-470
Die D-470 (russisch Д-470) ist eine auf dem sowjetischen Lastwagen ZIL-157 basierende schwere Schneefräse, die von 1959 bis 1986 in Serie gebaut wurde. Die Schneeräumtechnik wurde in einem Maschinenbauwerk in Rybinsk entwickelt, die Serienproduktion erfolgte bei Sewdormasch in Sewerodwinsk am Weißen Meer. Aufgrund geänderter Bezeichnungssysteme trugen die Maschinen ab 1968 den Namen DE-204 (russisch ДЭ-204). Sie wurden in knapp ein Dutzend Länder exportiert, etwa 90 Exemplare kamen auch in die Deutsche Demokratische Republik.

## Fahrzeuggeschichte

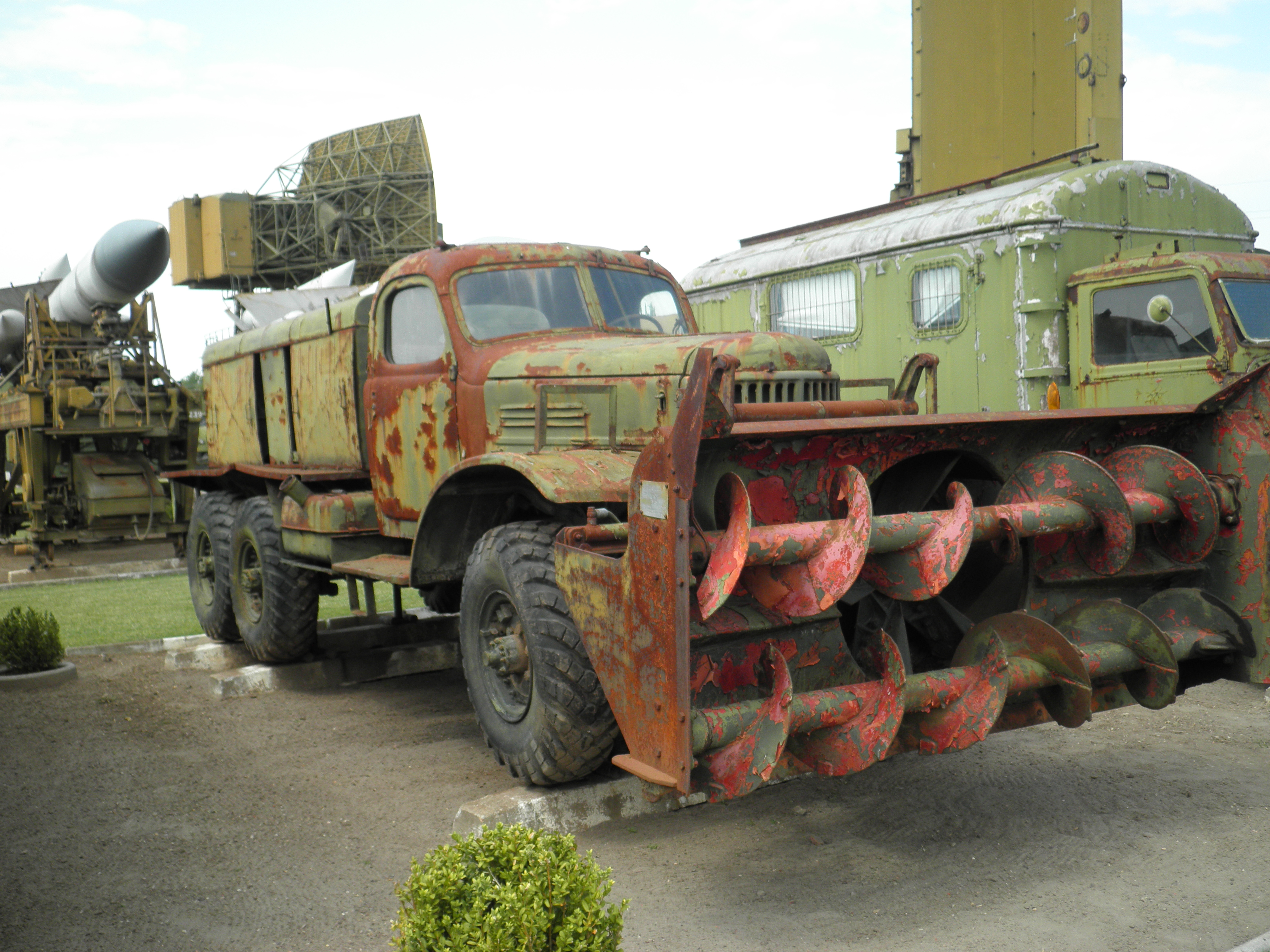
D-470 aus Armeebeständen in einem ungarischen Museum (2011)

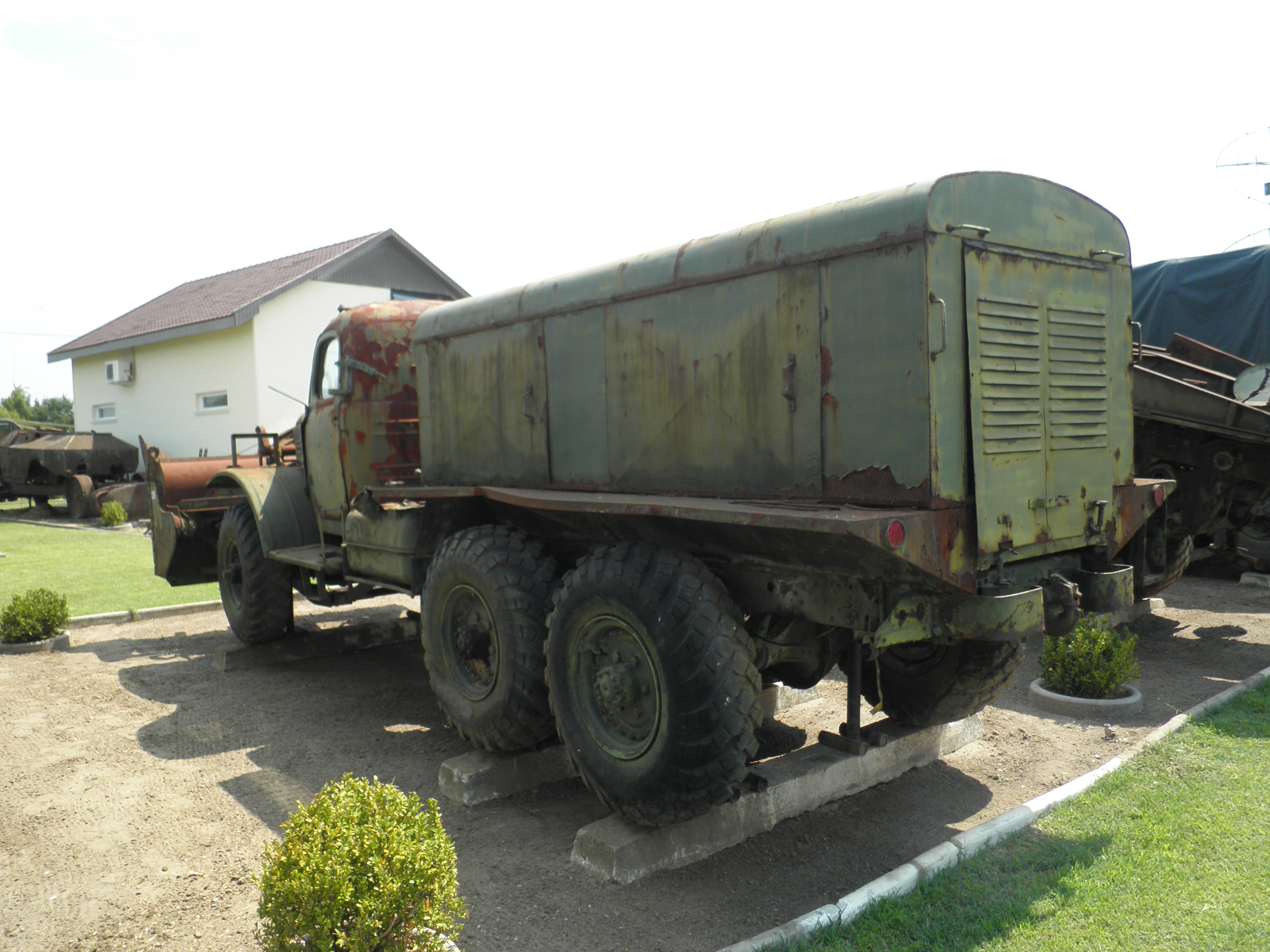
Heckansicht desselben Fahrzeugs. Zu sehen: Der Aufbau, in dem der Motor untergebracht ist (2011)

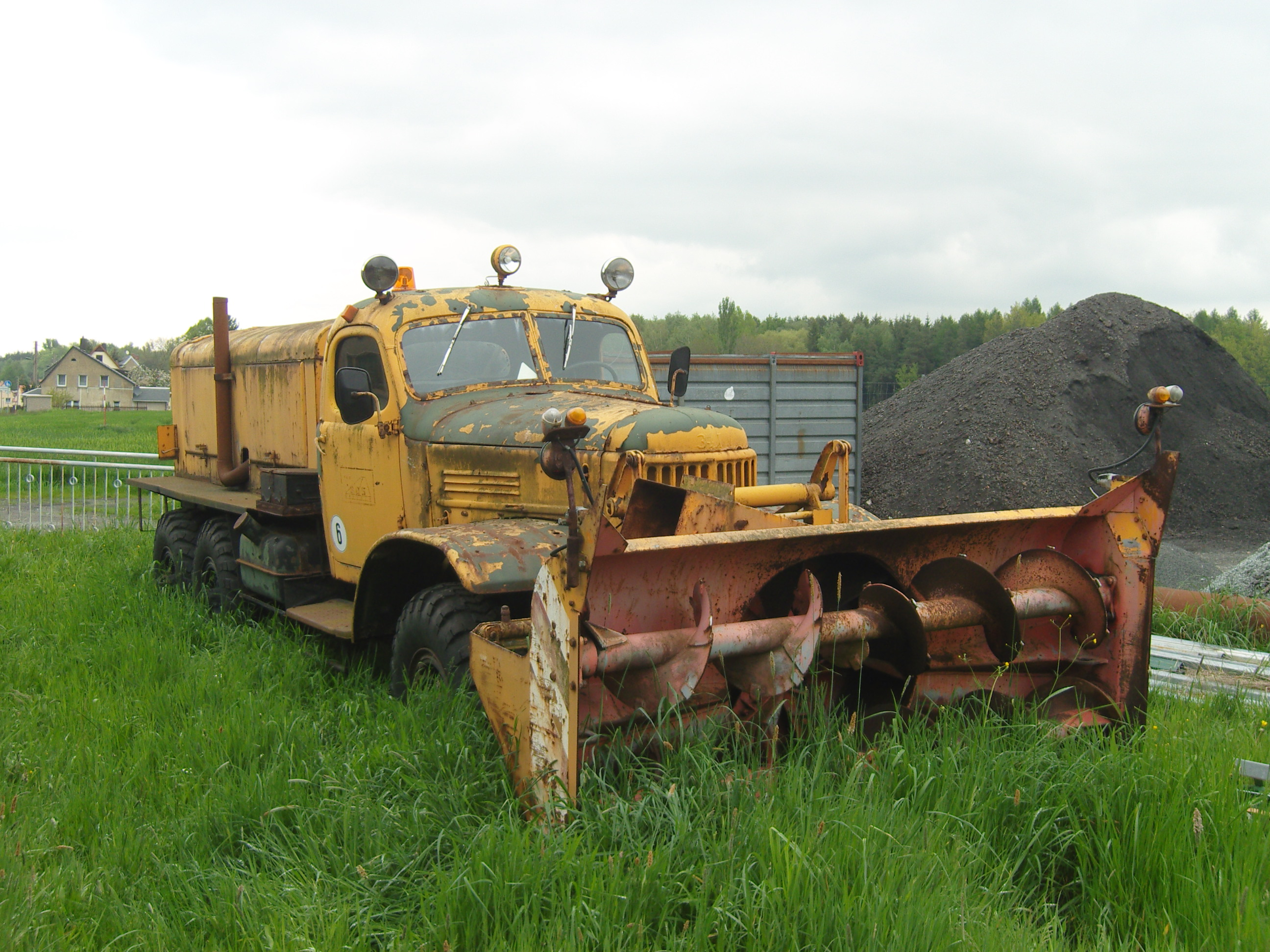
D-470 im Frühling, abgestellt in Waltersdorf (2014)

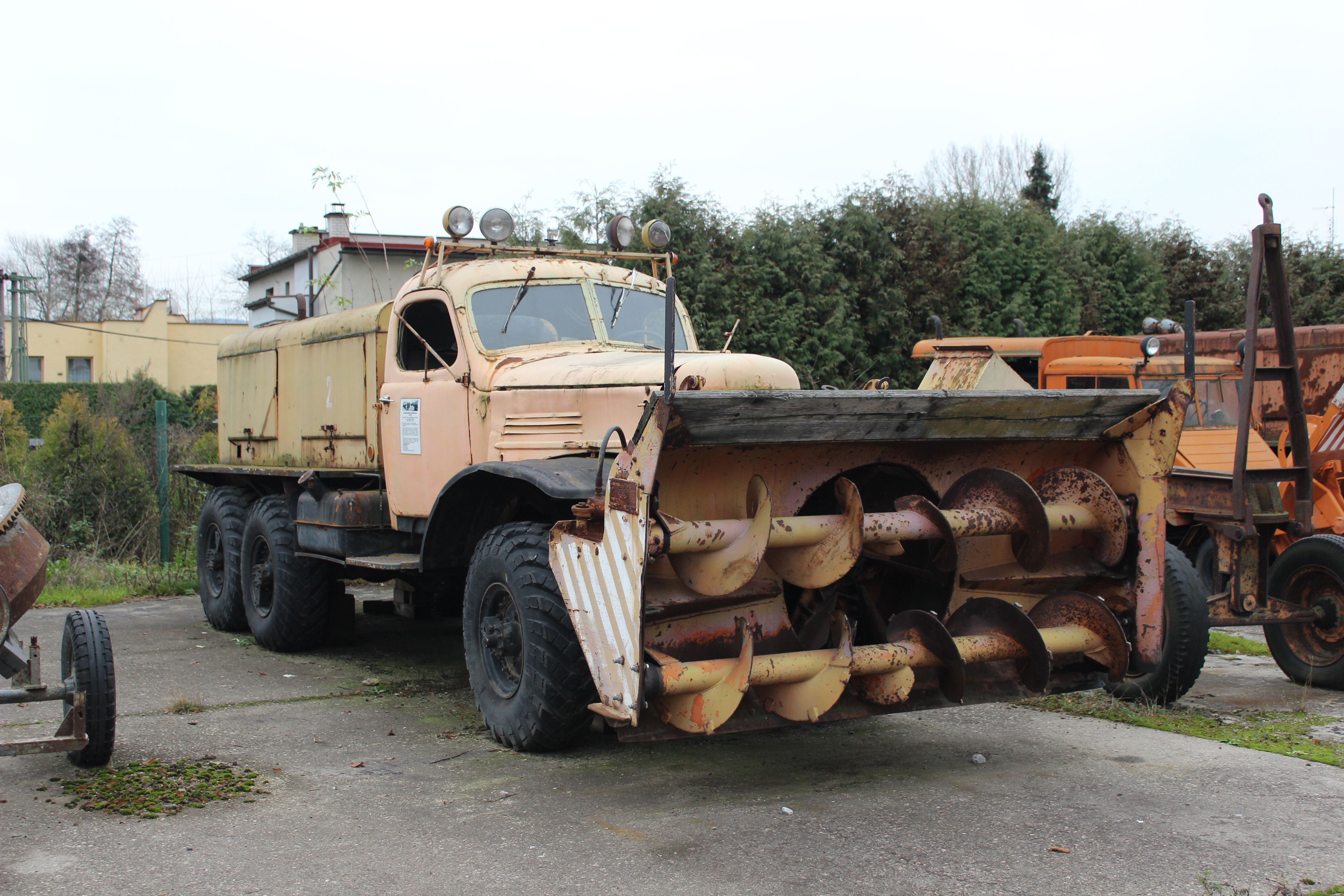
D-470 in einem tschechischen Museum (2014)

Schon seit 1951 war mit der D-262 eine ähnliche schwere Schneefräse auf Basis des ZIS-151 gebaut worden. Die Entwicklung des Nachfolgemodells D-470 begann 1958 im Rybinsker Werk für Straßenmaschinenbau. Chefkonstrukteur des Projektes war W. K. Korschunow. Bereits ein Jahr später wurde die Entwicklung der D-470 jedoch an das Mechanitscheski Sawod No. 6 (Mechanisches Werk Nr. 6, russisch Механический завод №6) in Sewerodwinsk abgegeben, das im Dezember 1962 in Sewdormasch (russisch Севдормаш, kurz für Sewerodwinsker Straßenmaschinenwerk) umbenannt wurde. Die erste Maschine aus der Sewerodwinsker Fertigung wurde zum 1. Mai 1959 fertiggestellt, im gleichen Jahr wurden noch elf weitere Fahrzeuge gebaut. In den folgenden Jahren stiegen die Fertigungszahlen stark an, bis 1966 wurden 1000 Exemplare produziert.
Die Schneefräse basiert auf dem Lastwagen ZIL-157 aus dem Sawod imeni Lichatschowa. Es wurde jeweils die aktuelle Variante als Fahrgestell verwendet: Von 1958 bis 1961 der ZIL-157E, anschließend bis 1978 der ZIL-157KE und von da bis zum Ende der Produktion der ZIL-157KDE. Bei Sewdormasch wurden die Lastwagen umfassend umgebaut. Der 5,55-Liter-Ottomotor wurde komplett entfernt, der Raum unter der Motorhaube blieb leer. Stattdessen wurde auf dem Fahrgestell hinter der Kabine ein Sechszylinder-Dieselmotor montiert, der über Getriebe, Wellen und Ketten sowohl die drei Achsen als auch die Schneefräse antreibt. Der Motor vom Typ У2Д6-С2 ist im Grunde ein „halbierter“ Panzermotor. Als V12 mit entsprechend zwei Zylinderbänken und deutlich höherer Leistung wurde er in vielen sowjetischen Panzern seit dem T-34 verwendet. Der Sechszylinder hat einen Hubraum von etwas über 19 Litern und eine Leistung von 175 PS (130 kW). Die Schnecken der Schneefräse bestehen aus Stahlrohren, die mit Blechen spiralförmig umwickelt und verschweißt wurden. Hinter den Schnecken sitzt ein Sechsblattrotor, der den Schnee zur Seite auswirft. Richtung und Winkel des Auswurfs können hydraulisch verstellt werden.
Neben dem Antriebsstrang wurden kleine Änderungen am Fahrzeug vorgenommen. Die Frontstoßstange entfiel ersatzlos, die Scheinwerfer wurden demontiert und auf das Kabinendach verlegt. Eine zusätzliche Heizung wurde eingebaut, die vom Wasserkreislauf des Dieselmotors unabhängig ist. Ein zweiter Stromkreis mit 24 V Nennspannung (statt den 12 V Bordspannung des Fahrzeugs) wurde ergänzt. Über die Produktionszeit hinweg gab es mehrfach Überarbeitungen, die bedeutendste 1978. In diesem Jahr wurde das Fahrzeug technisch mit dem Nachfolger DE-210 vereinheitlicht, der auf dem ZIL-131 basiert. Diese Schneefräsen wurden als D-470A bzw. DE-204A bezeichnet und waren in der Lage, bis zu 720 Tonnen Schnee pro Stunde zu beseitigen. Sie wurden parallel zur DE-210 noch bis 1986 gefertigt. Seit Anfang der 1970er-Jahre wurde (in einem anderen sowjetischen Werk) mit der D-902 zusätzlich eine leistungsstärkere Schneefräse auf Basis des Ural-375 gebaut.
Schneefräsen vom Typ D-470 wurden sowohl militärisch als auch zivil genutzt. Ein großer Teil fand sich auf militärischen Flugplätzen bei der Sowjetarmee, aber auch auf zivilen Flughäfen und im Straßendienst wurden sie eingesetzt. Insgesamt wurden etwa 500 Exemplare in folgende Länder exportiert: Türkei (109 Stück), DDR (88), Polen (85), Tschechoslowakei (65), Rumänien (46), Iran (35), Bulgarien (30), Ungarn (20), Mongolei (15), Jugoslawien (10) und in den Irak (3). In der Türkei wurde zudem extra ein Servicestützpunkt für die Maschinen eingerichtet. Einige D-470 sind noch heute im Einsatz.

## Technische Daten
Für die Serienfahrzeuge vom Typ D-470 ab 1959, soweit nicht anders vermerkt.
- Basisfahrzeug:
  - ZIL-157E (1958–1961)
  - ZIL-157KE (1962–1978)
  - ZIL-157KDE (1978–1986)
- Motor: Viertakt-R6-Dieselmotor, wassergekühlt
- Motortyp: У2Д6-С2 (deutsch U2D6-S2), später auch У2Д6-С3 und У2Д6-С4
- Leistung: 175 PS (130 kW)
- Hubraum: 19.440 cm³
- Tankinhalt: 2 × 150 l
- Getriebe: mechanisches Fünfganggetriebe mit Rückwärtsgang
- Untersetzungsgetriebe: mechanisch, zweistufig
- Höchstgeschwindigkeit: 40 km/h
- Arbeitsgeschwindigkeit: 0,4–5,8 km/h
- Bordspannung: 12 V + 24 V
- Antriebsformel: 6×6

Abmessungen und Gewichte
- Länge: 8000 mm
- Breite: 2570 mm
- Höhe: 2530 mm
- Radstand: 3665 + 1120 mm
- Spurweite vorne: 1755 mm
- Spurweite hinten: 1750 mm
- Gewicht im einsatzbereiten Zustand: 8820 kg
- Wendekreis: 22,4 m
- Reifengröße: 12,00–18″
- maximale räumbare Schneemasse pro Stunde: 625 Tonnen, ab 1978: 720 Tonnen
- maximale Schneehöhe: 1300 mm